# Willy Bosold
Willy Bosold (* 29. Dezember 1918 in Oschersleben (Bode); † unbekannt) war ein deutscher Funktionär und Volkskammerabgeordneter für den Freien Deutschen Gewerkschaftsbund (FDGB).

## Leben
Bosold nahm nach dem Besuch der Volksschule eine Lehre zum Dreher auf und arbeitete dann – unterbrochen vom Kriegsdienst in der deutschen Wehrmacht – in diesem Beruf. Ab 1949 war er hauptamtlicher Gewerkschaftsfunktionär in Berlin. Er arbeitete als Referent beim Bundesvorstand des FDGB.

## Politik
Bosold wurde 1945 Mitglied des FDGB und betätigte sich vier Jahre später hauptamtlich in der Gewerkschaft. Er war zunächst Betriebsfunktionär und Kreissekretär des FDGB, bevor er die Referentenfunktion in Berlin übernahm. In der Wahlperiode von 1954 bis 1958 rückte er am 29. August 1956 als sogenannter Berliner Vertreter für den verstorbenen Abgeordneten Hermann Schlimme als Mitglied der FDGB-Fraktion der Volkskammer der DDR nach. Er war Mitglied der Fraktionsleitung des FDGB und verantwortlich für die Abgeordnetentätigkeit im Bundesvorstand. Außerdem war er Mitglied der SED.